# Pradawny ląd 13: Mądrość przyjaciół
Pradawny ląd 13: Mądrość przyjaciół (ang. The Land Before Time XIII: The Wisdom of Friends) – amerykański film animowany dla dzieci.
Opowiada dalszych losach pięciu dinozaurów: Liliputa (apatozaur), Cery (triceratops), Pterusia (pteranodon), Kaczusi (zaurolof) i Szpica (stegozaur).

## Opis fabuły[1]
Liliput uczy się od babci mądrości życiowej. W międzyczasie do Wielkiej Doliny przybywają nowe, niezbyt rozgarnięte stworzenia o imionach Loofah, Doofah i Foobie. Liliput postanawia przekazać im swoją wiedzę.

## Obsada oryginalna
- Cody Arens - Liliput (głos)
- Logan Arens - Liliput (głos)
- Anndi McAfee - Cera (głos)
- Aria Noelle Curzon - Kaczusia (głos)
- Jeff Bennett - Pteruś (głos)
- Rob Paulsen - Szpic / Żółty brzuszek (głos)
- Cuba Gooding Jr. - Loofah (głos)
- Sandra Oh - Doofah (głos)
- Pete Sepenuk - Foobie (głos)
- Anthony Skillman - Liliput (partie wokalne)